# Julius Starcke

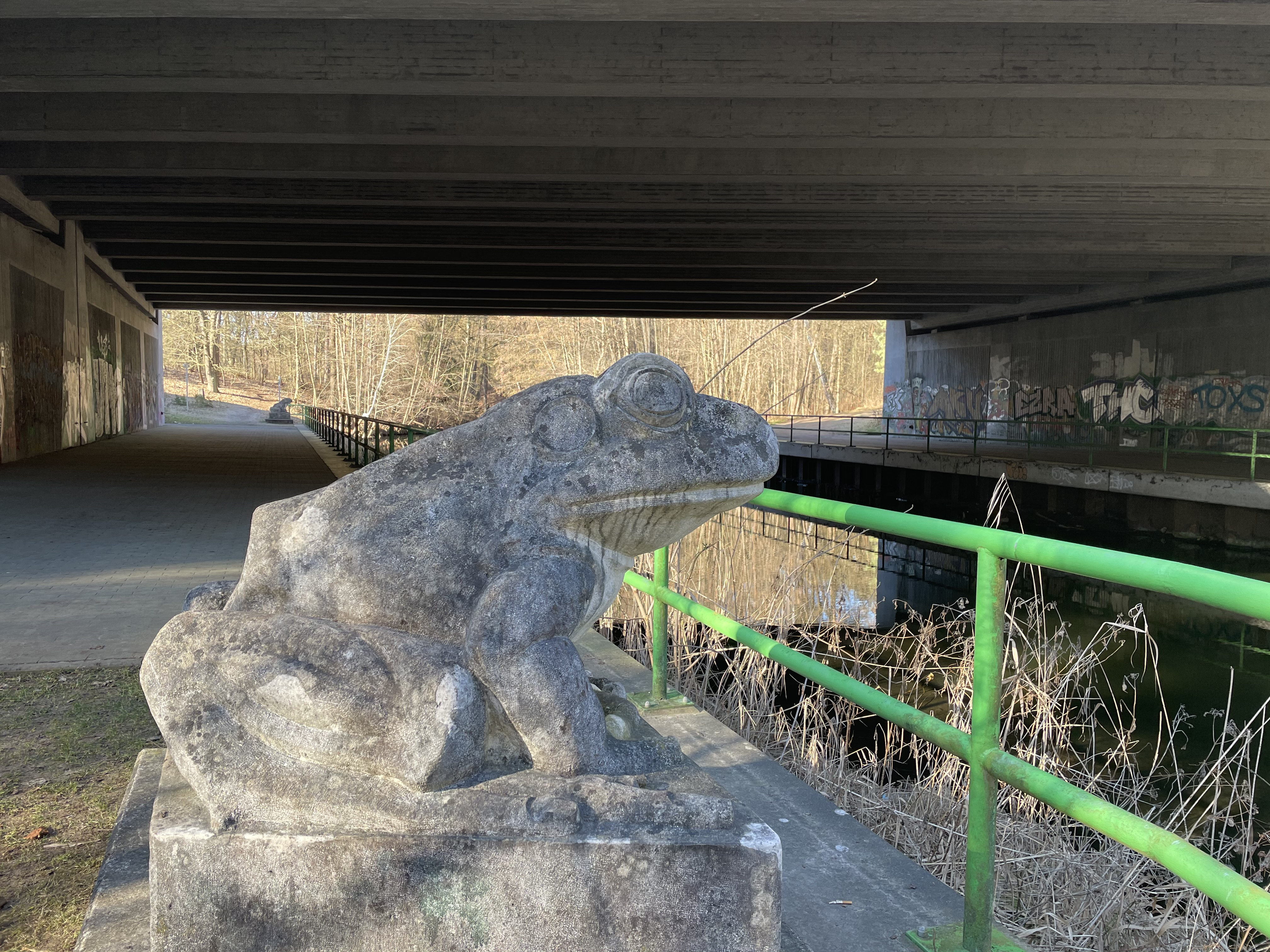
Froschbrücke mit Plastiken von Starcke

Julius Friedrich Starcke (geb. 22. Mai 1895 in Stabeshöhe, Uckermark; gest. Ende März 1945 in Berlin) war ein deutscher Bildhauer.
Julius Starcke war der Sohn des Gutsbesitzers Johannes Starcke im uckermärkischen Stabeshöhe (heute Gemeinde Boitzenburger Land) und seiner Frau Helene Starcke, geb. Tielike, beide evangelischer Konfession. Er wuchs in der Uckermark auf und besuchte ein Gymnasium in Prenzlau. Von 1910 bis 1913 absolvierte er eine Ausbildung in der Architektur- und Bildhauerei Schirmer in Berlin. Danach besuchte er die Kunstgewerbeschule in Berlin. Im Ersten Weltkrieg diente er im deutschen Heer und kämpfte als Soldat in Frankreich, Polen, Russland und auf dem Balkan. Nach Kriegsende kehrte er an die Kunstgewerbeschule in Berlin zurück. Seine ersten Werke waren Tierstudien im Berliner Tiergarten. 1920 bis 1923 absolvierte er ein Studium an der Kunstakademie München, ab 1923 war er Student an der Kunsthochschule in Berlin.
Für die Stadt Berlin wirkte er 1923 an der Restaurierung des Reiterstandbilds Friedrichs des Großen mit, welches 1918 während der Novemberrevolution stark beschädigt worden war. 1926 war er an der Wiederherstellung der Quadriga am Brandenburger Tor beteiligt. Er schuf außerdem Tierplastiken am Ischtar-Tor im Pergamonmuseum sowie am Märkischen Museum. Für die Froschbrücke, eine Autobahnbrücke der heutigen Bundesautobahn 10 über die Löcknitz, schuf er 1936 im Auftrag der Obersten Bauleitung Reichsautobahn Berlin vier markante Froschstatuen. Starcke war von 1937 bis 1944 auf allen Großen Deutschen Kunstausstellung in München vertreten. Von 1940 bis 1945 war er Leiter der Metallklasse an der Hochschule für Bildende Künste in Berlin. 1943 wurde er zur Wehrmacht eingezogen. Er verunglückte Ende März 1945 bei Rettungsarbeiten nach einem Luftangriff tödlich.
Starcke war seit 1925 verheiratet und hinterließ drei Kinder. Sein Sohn Dietrich Starcke (geb. 1929) und dessen Sohn Hans Starcke (1957–2015) wirkten ebenfalls als Bildhauer.